# Bahnhof Mühlthal (Oberbay)

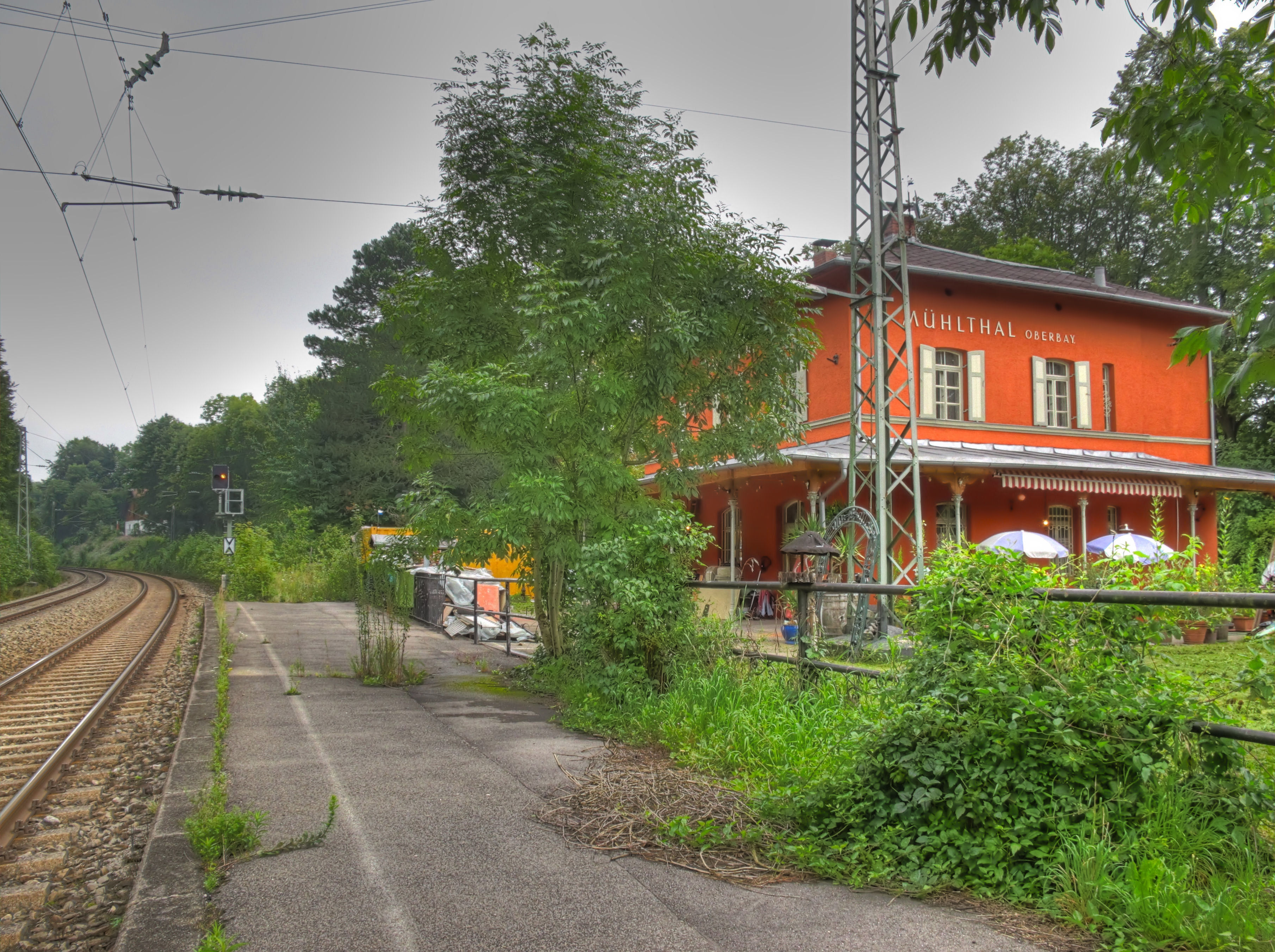
Aufgelassener Bahnsteig (2010)

Der Bahnhof Mühlthal (Oberbay) war eine Betriebsstelle der Bahnstrecke München–Garmisch-Partenkirchen im Ortsteil Mühlthal der oberbayerischen Stadt Starnberg. Er wurde 1854 durch die Königlich Bayerischen Staatseisenbahnen eröffnet und 2004 aufgelassen. Das ehemalige Empfangsgebäude steht unter Denkmalschutz.

## Geschichte
Im Zuge des Baus der Pachtbahn von München nach Starnberg errichtete der königliche Baurat Ulrich Himbsel im Wald oberhalb des im Würmtal gelegenen Mühlenstandorts Mühlthal einen Bahnhof. Die Königlich Bayerischen Staatseisenbahnen nahmen den Bahnhof Mühlthal am 16. September 1854 als vorläufigen Endpunkt der aus München kommenden Strecke in Betrieb. Am 28. November 1854 wurde schließlich der verbliebene Streckenabschnitt von Mühlthal nach Starnberg eröffnet. Zum 1. April 1914 wurde der Bahnhof in Mühlthal (Oberbay) umbenannt.
Für den S-Bahn-Betrieb stattete die Deutsche Bundesbahn den Bahnhof mit zwei nach Süden verschobenen, 76 cm hohen Seitenbahnsteigen aus. Ab dem 28. Mai 1972 wurde er durch die Linie S 6 der S-Bahn München bedient. Die mitten im Wald gelegene Station wurde zuletzt vor allem von Wanderern und Besuchern des nahen Biergartens genutzt. Aufgrund der geringen Fahrgastzahlen ließ die Deutsche Bahn die Station Mühlthal, zuletzt nur noch ein Haltepunkt, zum 12. Dezember 2004 auf. Die Bahnsteige wurden im Oktober 2020 abgebrochen.
Der Bahnhof Mühlthal war ein zentraler Drehort der Premierenepisode Waldweg der Krimiserie Derrick, die am 20. Oktober 1974 erstmals ausgestrahlt wurde.

## Empfangsgebäude
Aufgrund der Nähe zum Schloss Leutstetten und dem Aussichtspunkt Theresienhöhe entwarf der Architekt Friedrich Bürklein für den Bahnhof Mühlthal ein repräsentatives Empfangsgebäude im Maximilianstil. Der zweigeschossige Bau hat einen L-förmigen Grundriss und wurde in unverputztem Sichtziegelmauerwerk errichtet. Unter dem flachen Walmdach befindet sich ein niedriges Attikageschoss mit kleinen Rundfenstern. Das Gebäude ist mit einem umlaufenden Vordach ausgestattet, das sich auf gusseiserne Säulen stützt. Die Wölbungen der Fenster und Türen sind als Segmentbogen ausgeführt.
Das ursprüngliche Sichtmauerwerk wurde später verputzt. Das Empfangsgebäude mit der Adresse Mühlthal 129 wird heute privat genutzt und ist unter der Aktennummer D-1-88-139-90 als Baudenkmal eingetragen.